# Караулова Юліанна Юріївна
Юліанна Юріївна Караулова (нар. 24 квітня 1988, Москва) — російська естрадна співачка і телеведуча, колишня солістка групи 5sta Family, фіналістка «Фабрики зірок-5».

## Біографія

### 1988-2003: Дитинство
Народилася у Москві 24 квітня 1988 року. Коли було 4 роки, її батька направили на дипломатичну службу в Болгарію, і вона разом з родиною переїхала в Софію. Навчалася в школі при посольстві Росії в Болгарії. У віці 11 років повернулася в Москву.
У 2003 році посіла друге місце на конкурсі «Обличчя року», організованому підлітковим журналом «Yes!». Після цього вона стала однією з солісток музичної групи «Yes».

### 2004:Фабрика зірок
У 2004 році стала учасницею телепроєкту Першого каналу «Фабрика зірок 5» під керівництвом Алли Пугачової, в якому дійшла до фіналу.
Під час проекту виконала пісню в дуеті з Русланом Масюковим «Немає тебе», яка згодом перейшла до Олені Терлеєвої. Також була записана сольна композиція «Дощ». До кінця проекту увійшла до складу нової групи Максима Фадєєва «Нецке», у складі якої записала пісні «Я джокер кину на стіл» і «Я потрапила в мережі» (остання найчастіше числиться сольною піснею Юліанни).
Після «Фабрики зірок» близько півроку навчалася в Лондоні. Деякий час працювала редактором журналу «Yes!».

### 2011-2015:5sta Family
Навесні 2011 року, після відходу Лої, стала солісткою групи «5sta Family». За 4 роки перебування в ній група записала кілька хітів і отримала ряд престижних номінацій і премій, серед яких «Золотий Грамофон 2013» за пісню «Разом ми».
У 2014 році закінчила продюсерський факультет Російської академії музики імені Гнесіних. Раніше вона закінчила факультет естрадно-джазового вокалу академії Гнесіних.
20 вересня 2015 року оголосила про відхід з групи.

### 2015-2016: Альбом «Почуття Ю»
У травні 2015 року, будучи у складі 5sta Family, Юліанна презентувала свій дебютний кліп на пісню «Ти не такий». Автором музики і слів пісні стала відома r'n'b-співачка Б'янка. Зйомки кліпу проходили в Римі. Дебют виявився успішним, пісня стала хітом, а кліп станом на грудень 2018 року мав понад 31 000 000 переглядів на відеохостингу Youtube.
Наприкінці грудня відбувся реліз другого для співачки кліпу на пісню «Х'юстон», а вже через два місяці, на початку березня 2016 вийшов третій кліп на пісню «Внеорбитные». 12 червня вийшла пісня «Море» в дуеті з ST, а 27 липня вийшов кліп. 26 вересня вийшов відеокліп на пісню «Розбита любов».
Дебютний сольний альбом «Почуття Ю» був випущений 30 вересня 2016 року.
У грудні 2016 року відбулася прем'єра пісні «Сніжинка» спільно з Дмитром Маліковим.

### 2017: Альбом «Феномени»
31 березня 2017 року відбулася прем'єра пісні «Ти мій». 30 травня відкрилося передзамовлення нового синглу «Не вірю», а 18 червня відбулася прем'єра пісні. 5 липня відбулася прем'єра кліпу «Не вірю». 10 жовтня відбулася прем'єра пісні «Небо так любить нас», яку Юліанна виконала разом з групами «Марсель» і KREC. 24 жовтня відбулася ексклюзивна прем'єра пісні «Просто так» для користувачів соціальної мережі «ВКонтакте», а загальна прем'єра пісні відбулася 27 жовтня. 17 листопада відбувся реліз міні-альбому «Феномени». 14 грудня відбулася прем'єра кліпу «Просто так».

### 2018-2019: Нові пісні та альбом «Бути сильними»
30 березня 2018 року відбулася прем'єра пісні «Лети за мною». 30 травня відбулася прем'єра кліпу «Лети за мною». 6 червня відбулася прем'єра кліпу «Небо так любить нас», що стала саундтреком фільму «Одинденьлета». 21 вересня відбулася прем'єра пісні «Маячки». 30 листопада відбулася прем'єра синглу «Адреналін текіла».

### 2019 — даний час: Нові пісні
21 листопада відбулася прем'єра синглу «Дика Пума», а 9 грудня вийшов кліп.
13 березня 2020 року відбулася прем'єра синглу «Градуси», а 24 квітня — прем'єра кліпу.

## Телебачення
- З 2013 року — ві-джей каналу Муз-ТВ (веде хіт-паради).
- 2014 рік — ведуча рубрики «Мода і стиль» у програмі «Літній фреш» на Домашньому[28].
- 2016 рік — брала участь у телепроєкті «Льодовиковий період» на Першому каналі разом з Максимом Траньковим.
- Була гостею епізодів шоу Першого каналу «Вечірній Ургант» 24 жовтня 2016 року[29], 4 грудня 2017[30] і 24 квітня 2019[31].
- З 26 листопада 2017 року — ведуча спортивного шоу «Російський ніндзя» на Першому каналі[32].
- 2 грудня була учасницею інтелектуального шоу Першого каналу «Хто хоче стати мільйонером?» на пару з телеведучим Тимуром Соловйовим та виграла разом з ним головний приз — 3 мільйони рублів[33].
- З 10 лютого по 26 травня 2018 року — член журі другого сезону міжнародного вокального конкурсу «Ти супер!» на НТВ[34].
- З 4 серпня 2018 року — суддя проекту «Всі, крім звичайного» на ТБ-3[35].
- З 15 березня 2019 року — наставниця проекту «Битва талантів» на СТС Love[36].
- З 2023 року ведуча Хто хоче стати мільйонером? на  Перший канал (Росія).

## Особисте життя
Перебуває у близьких відносинах з саунд-продюсером Андрієм Чорним, з яким познайомилася на «Фабриці зірок». 23 грудня 2016 року Андрій зробив Юліанні пропозицію, коли співачка виступала на льодовій ковзанці ВДНГ зі своєю піснею «Внеорбитные» під час зйомок новорічної передачі «Блакитний вогник».
29 травня 2021 року народився син.

## Дискографія

### Сольні студійні альбоми
| Назва         | інформація                                                                       |
| ------------- | -------------------------------------------------------------------------------- |
| Почуття Ю     | - Реліз: 30 вересня 2016 - Лейбл: Music Zion - Формат: CD, цифрова дистрибуція   |
| Феномени      | - Реліз: 17 листопада 2017 - Лейбл: Music Zion - Формат: CD, цифрова дистрибуція |
| Бути сильними | - Реліз: 22 березня 2019 - Лейбл: Music Zion - Формат: CD, цифрова дистрибуція   |

## Відеографія

### У складі «5sta Family»
| Рік  | Кліп           | Склад                                                 | Режисер      |
| ---- | -------------- | ----------------------------------------------------- | ------------ |
| 2011 | «Тук-тук»      | Юліанна Караулова, Валерій Єфремов, Василь Косинський | Аліса Космос |
| 2012 | «Разом ми»     | Юліанна Караулова, Валерій Єфремов, Василь Косинський | ілля Дуров   |
| 2013 | «Буду з тобою» | Юліанна Караулова, Валерій Єфремов, Василь Косинський | ілля Дуров   |
| 2014 | «Моя мелодія»  | Юліанна Караулова, Валерій Єфремов, Василь Косинський | Бєлова Дар'я |

### Сольні кліпи
| Рік  | Кліп                                         | Режисер                                  | Альбом        |
| ---- | -------------------------------------------- | ---------------------------------------- | ------------- |
| 2015 | «Ти не такий»                                | ілля Дуров                               | Почуття Ю     |
| 2015 | «Х'юстон»                                    | Костянтин Черепков                       | Почуття Ю     |
| 2016 | «Внеорбитные»                                | Павло Сидоров і Марія Унжакова           | Почуття Ю     |
| 2016 | «Море» (feat. ST)                            | Сергій Grey                              | Почуття Ю     |
| 2016 | «Розбита любов»                              | Леонід Колосовський                      | Почуття Ю     |
| 2017 | «Не вірю»                                    | Олексій Голубєв                          | Феномени      |
| 2017 | «Просто так»                                 | Леонід Колосовський                      | Феномени      |
| 2018 | «Лети за мною»                               | Сергій Ткаченко                          | без альбому   |
| 2018 | «Небо так любить нас» (feat. Марсель & Krec) | Олександр ігудін                         | без альбому   |
| 2018 | «Маячки»                                     | Олександр Собичевський                   | без альбому   |
| 2019 | «Кращий ворог»                               | Леонід Колосовський                      | Феномени      |
| 2019 | «Диво»                                       | Чарівний парк Джун — OST                 | без альбому   |
| 2019 | «Ариведерчи»                                 | INBERGKAT                                | Бути сильними |
| 2019 | «Танці на нервах»                            | Максим Нестерович і Катерина Решетнікова | Бути сильними |
| 2019 | «Дика Пума»                                  | KaMa                                     | без альбому   |
| 2020 | «Легкі градуси»                              | Сарік Андреасян                          | без альбому   |

### Досягнення
- 2015 — лауреат премії «Золотий грамофон. Санкт-Петербург» за пісню «Ти не такий».
- 2015 — лауреат премії «Золотий грамофон. Мінськ» за пісню «Ти не такий».
- 2016 — лауреат премії RU.TV за кращий старт[50].
- 2016 — лауреат премії «Золотий грамофон» за пісню «Внеорбитные»[51].